# Pannychina atripennis
Pannychina atripennis là một loài bọ cánh cứng trong họ Cerambycidae.